# Balatonföldvár
Balatonföldvár  este un oraș în districtul Siófok, județul Somogy, Ungaria, având o populație de 2.296 de locuitori (2011). 

## Demografie
Componența etnică a orașului Balatonföldvár
     Maghiari (93,19%)
     Germani (4,68%)
     Necunoscut (1,51%)
     Alții (0,62%)
Componența confesională a orașului Balatonföldvár
     Romano-catolici (37,28%)
     Fără religie (11,8%)
     Reformați (9,49%)
     Luterani (3,44%)
     Atei (1,18%)
     Necunoscută (36,32%)
     Greco-catolici (0,48%)
     Alte religii (0,74%)
Conform recensământului din 2011, orașul Balatonföldvár avea 2.296 de locuitori. Din punct de vedere etnic, majoritatea locuitorilor (93,19%) erau maghiari, cu o minoritate de germani (4,68%). Apartenența etnică nu este cunoscută în cazul a 1,51% din locuitori. Nu există o religie majoritară, locuitorii fiind romano-catolici (37,28%), persoane fără religie (11,8%), reformați (9,49%), luterani (3,44%) și atei (1,18%). Pentru 36,32% din locuitori nu este cunoscută apartenența confesională.